# Trinidad (Uruguay)
Trinidad je město v Uruguayi. Leží v centrální části země a je sídlem v departementu Flores. Při sčítání lidu v roce 2011 mělo město 21 429 obyvatel. Přibližně čtyři kilometry západně od města protéká menší řeka Arroyo Sarandí, asi osm kilometrů východně od města zas protéká řeka Arroyo Porongos. Město Trinidad je vzdáleno přibližně 200 km severně, resp. severozápadně od hlavního města země Montevideo.
Město bylo založeno v roce 1804. Oblast byla osídlena již před tímto datem, ale nebylo zde žádné trvalé osídlení. Teprve v dubnu 1804 bylo vydáno povolení k osídlení tohoto území. Místo bylo zpočátku nazývané Porongos. Už v polovině 19. století tu žilo stabilně kolem 500 obyvatel. V roce 1885 bylo město prohlášeno za sídlo departementu Flores a současně bylo přejmenováno na Villa de la Santisima Trinidad. V roce 1903 získalo statut města a bylo přejmenováno na svůj současný název. Významnou ekonomickou složkou města je zemědělství. Významným je také zpracování a export vlny. V okolí města má důležité místo i chov skotu a ovcí.